# Чажаши
Чажаши (груз. ჩაჟაში) ― село в Местийском муниципалитете края Самегрело-Верхняя Сванетия, Грузия. Оно расположено в южных предгорьях Большого Кавказа, в верховьях долины реки Ингури, на высоте 2160 м над уровнем моря. Деревня является частью исторической области Сванетия и центром сообщества общины Ушгули. Средневековые оборонительные сооружения внесены в реестр Национального наследия Грузии, а также входят в список Всемирного наследия ЮНЕСКО.

## География
Чажаши является главным поселением общины Ушгули, которая представляет собой конгломерат из четырёх сел. Также Чажаши ― одно из самых высоко располагающихся населённых мест в Европе. Село входит в состав Местийского муниципалитета, расположено приблизительно в 45 км к востоку  от города Местиа (административному центру муниципалитета). Находится на месте слияния рек Ингури и Шавтскала.

## Культурное наследие
В Чажаши располагаются десятки построек, возведённых начиная со времён Средневековья и Раннего Нового Времени. К ним относятся 13 хорошо сохранившихся Сванских башен: в основном это трёх-или пятиэтажные постройки, прилегающие к семейным домам. Сохранились также и четыре средневековые замка, причём один из них, согласно местным легендам использовался в качестве летней резиденцией царицей Тамарой (правила в 1184―1213 гг.). Здесь есть две каменные церкви и несколько подсобных зданий при них. Время постройки церквей, освящённых во имя святого Георгия и Христа Спасителя, датируются X―XI и XII веками, соответственно. Церковь святого Георгия является частью замка Тамары. Вторая церковь богато расписана фресками. Начиная с 2000 года, правительство Грузии и Национальный Комитет Международный совет по сохранению памятников и достопримечательных мест (ИКОМОС Грузия), заключили соглашение о междисциплинарных исследованиях культурного наследия деревни и осуществления проектов по реставрации и консервации памятников архитектуры.

## Население
Чажаши ― это небольшая деревушка. По данным переписи 2014 года, постоянно здесь проживает всего 28 человек, все они причисляют себя к сванам, этнической подгруппе грузин.
| Население   | Перепись населения 2002 года | Перепись населения 2014 года |
| ----------- | ---------------------------- | ---------------------------- |
| Общее число | 34                           | 28                           |